# Evernia
Evernia es un liquen espeso en la familia Parmeliaceae. Lo conforman dos especies, musgo de roble Evernia prunastri y "treemoss" Evernia furfuracea; ambos se utilizan como agentes fijadores en el agua de colonia y en la industria del perfume. Es verde en la parte superior y blanco en la parte inferior, y tiene bifurcaciones simétricas. No se debe confundir con Ramalina, que es de color verde en la parte superior e inferior y se divide en forma desigual. Evernia es un género abundante, se encuentra creciendo en los árboles.

## Galería

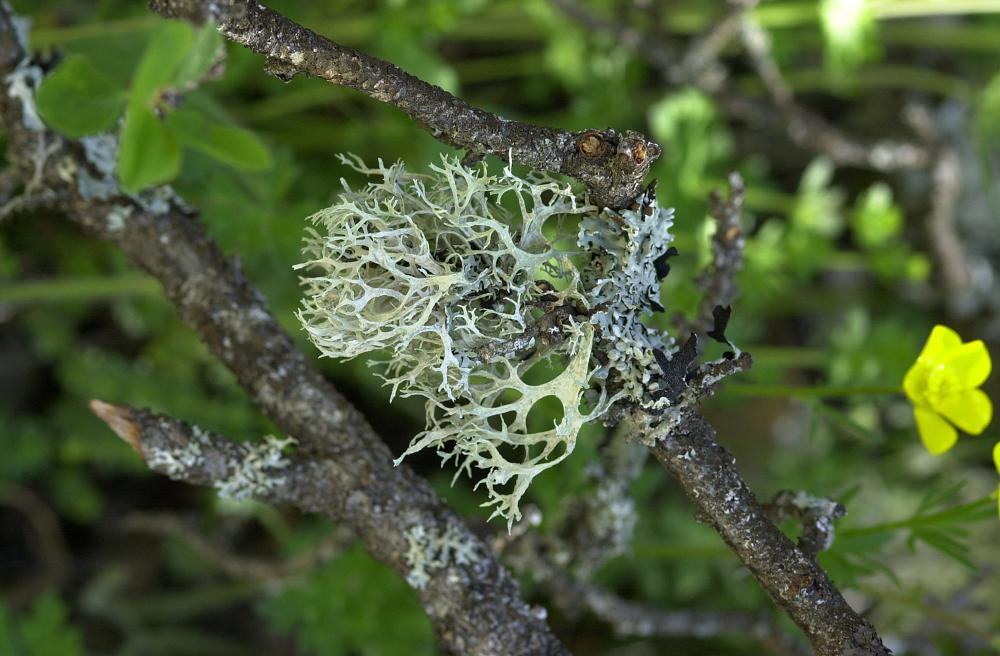
Evernia prunastri
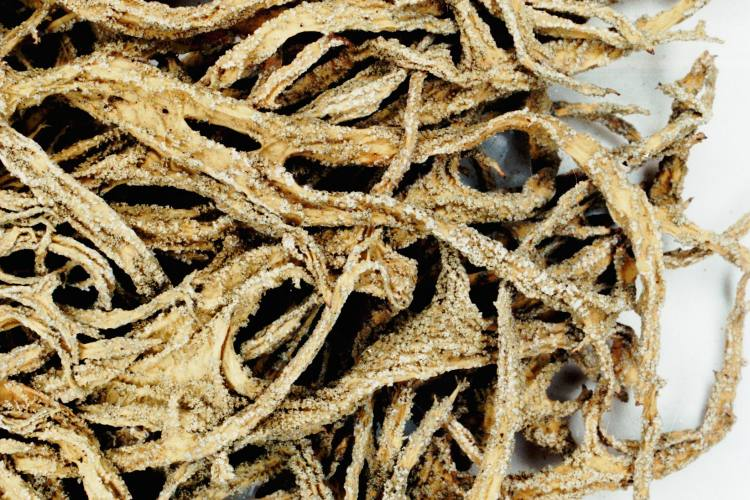
Evernia mesomorpha